# 広島県道22号福山鞆線
広島県道22号福山鞆線（ひろしまけんどう22ごう ふくやまともせん）は、広島県福山市を通る県道（主要地方道）である。

## 概要
福山市入船町3丁目から福山市鞆町鞆に至る。国道313号と共に、“ロマンチック街道313”の一部を形成する。

### 路線データ
- 起点：福山市入船町3丁目（府中分かれ交差点、国道2号交点、国道313号起点）
- 終点：福山市鞆町鞆
- 総延長：14.4 km
- 異常気象時通行規制区間：福山市田尻町

## 歴史
- 1954年（昭和29年）
  - 1月20日 - 建設省（当時）告示第16号により主要地方道に認定される。
  - 2月28日 - 本路線に並行して通っていた鞆鉄道が廃止される。
  - 9月17日 - 広島県告示第510号により認定される。
- 1956年（昭和31年）9月30日 - 沿線に存在した沼隈郡鞆町・水呑町が福山市に編入されたことにより全区間が福山市域を通る路線になり、併せて終点の地名表記が変更される（沼隈郡鞆町鞆→福山市鞆町鞆）。
- 1972年（昭和47年）11月1日 - 広島県の県道番号再編により現行の県道番号に変更される。
- 1980年（昭和55年）10月2日 - 水呑（みのみ）大橋開通により福山市光南町3丁目 - 福山市水呑町間の経路が変更される[1]。
- 1993年（平成5年）5月11日 - 建設省から、県道福山鞆線が福山鞆線として主要地方道に再指定される[2]。

## 路線状況
2003年（平成15年）に広島県道380号水呑手城線の芦田川大橋が開通してからは三新田（北）交差点 - 三新田中央交差点 - 福山商業高校入口交差点間の道が現道よりも道路状況がよいために利用されるようになったが、実はこの道は本路線には組み入れられていない（福山市道および広島県道380号水呑手城線）。
2007年（平成19年）3月に福山商業高校入口交差点のすぐ北側に広島県道380号水呑手城線の県道標識が立てられたため三新田（北）交差点 - 三新田中央交差点 - 福山商業高校入口交差点間の道が本路線に組み入れられる可能性は消滅したが、案内標識や路線表示がないため分かりにくい状況は解消されていない。
鞆の浦へは本路線以外にも道はあるが、整備が完了しているのは本路線だけである。他の道はすべて狭隘箇所を有する。

### 通称
- 鞆街道
- ロマンチック街道313

### 道路施設

#### 橋梁
- 水呑大橋（芦田川、福山市千代田町1丁目 - 福山市水呑町）

### 並行する旧街道
- 鞆津往来（鞆街道）

## 地理

### 通過する自治体
- 福山市

### 交差する道路
| 交差する道路                                            | 交差する場所 | 交差する場所            |
| ------------------------------------------------------- | ------------ | ----------------------- |
| 国道2号 国道313号                                       | 入船町3丁目  | 府中分かれ交差点 / 起点 |
| 広島県道260号福山港松浜線                               | 松浜町3丁目  | 松浜町2丁目北交差点     |
| 広島県道72号福山沼隈線 広島県道251号後山公園洗谷線 重複 | 水呑町       | 洗谷交差点              |
| 広島県道380号水呑手城線                                 | 水呑町       | 福山商業高校入口交差点  |
| 広島県道47号鞆松永線                                    | 鞆町鞆       | 鞆支所前交差点          |

### 沿線
- 福山東警察署
- ポートプラザ日化 - 東館にはゆめタウン福山、西館には天満屋・天満屋ハピータウンが入居
- リーデンローズ
- エディオン福山本店
- 福山市中央公民館
- JA福山市本所
- ローズアリーナ
- エフピコアリーナふくやま
- 中国新聞社備後本社・中国新聞文化会館
- 広島県立福山工業高等学校
- 国立病院機構福山医療センター
- 福山市婦人会館
- 福山市役所水呑支所
- 芦田川
- 沼隈半島
- 燧灘（瀬戸内海）
- 福山市民図書館水呑分室
- 広島県立福山商業高等学校
- 竹ヶ端運動公園 - 福山市民球場や竹ヶ端陸上競技場、市民プール、テニスコートがある。
- 鞆鉄鋼団地
- 福山市役所鞆支所
- ばら公園
- 緑町公園
- 福山市営渡船場 - 仙酔島への市営渡船が発着する。
- 県営桟橋 - 走島への旅客船が発着する。
- 鞆鉄道跡地
- 田尻民俗資料館
- 鞆の浦